# The Masterplan
«The Masterplan»  — збірник пісень, які вийшли бі-сайдами на синглах британського гурту Oasis з 1994 по 1998 роки.

## Учасники запису
- Пол Артурс — Ритм-Гітара
- Ліам Ґаллагер — Вокал
- Ноел Ґаллагер — Гітара, Вокал, Бек-Вокал
- Пол «Гігсі» МакГіган — Бас-Гітара
- Алан Вайт — Ударні
- Тоні МакКеролл — Ударні

## Список пісень
- Усі пісні, написані Ноелем Ґаллагером:

1. Acquiesce — 4:24 — (із синглу «Some Might Say»)
2. Underneath The Sky — 3:22 — (із синглу «Don’t Look Back in Anger»)
3. Talk Tonight — 4:21 — (із синглу «Some Might Say»)
4. Going Nowhere — 4:39 — (із синглу «Stand By Me»)
5. Fade Away — 4:13 — (із синглу «Cigarettes & Alcohol»)
6. The Swamp Song — 4:20 — (із синглу «Wonderwall»)
7. I Am The Walrus (Live) — 6:25 — (із синглу «Cigarettes & Alcohol»)
8. Listen Up — 6:21 — (із синглу «Cigarettes & Alcohol»)
9. Rockin' Chair — 4:36 — (із синглу «Roll With It»)
10. Half The World Away — 4:22 — (із синглу «Whatever»)
11. (It’s Good) To Be Free — 4:19 — (із синглу «Whatever»)
12. Stay Young — 5:05 — (із синглу «D’You Know What I Mean»)
13. Headshrinker — 4:38 — (із синглу «Some Might Say»)
14. The Masterplan — 5:23 — (із синглу «Wonderwall»)